# Trosečník z Cynthie
Trosečník z Cynthie (1885, L’Épave du Cynthia) je dobrodružný román francouzských spisovatelů Andrého Laurieho a Julesa Verna. Vernovo spoluautorství je však dosti problematické. Knihu napsal André Laurie, Jules Verne provedl pouze kontrolní práce a jeho jméno bylo přidáno především z komerčních důvodů. Román nebyl původně ani zařazen do Vernova cyklu Podivuhodné cesty (Les Voyages extraordinaires), i když se dnes v rámci tohoto cyklu mnohdy vydává.
Kniha vypráví příběh chlapce Erika, který byl jako osmiměsíční nalezen u norských břehů v kolébce připevněné k záchrannému kruhu ze ztroskotané lodi Cynthia. Když dospěl, podnikl pátrání po svém původu a shodou okolností při něm jako první vykonal okružní cestu kolem severního pólu.

## Ilustrace

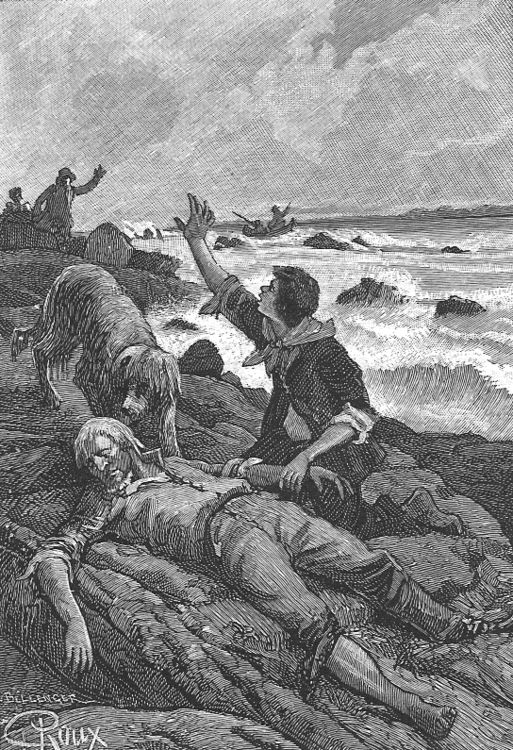
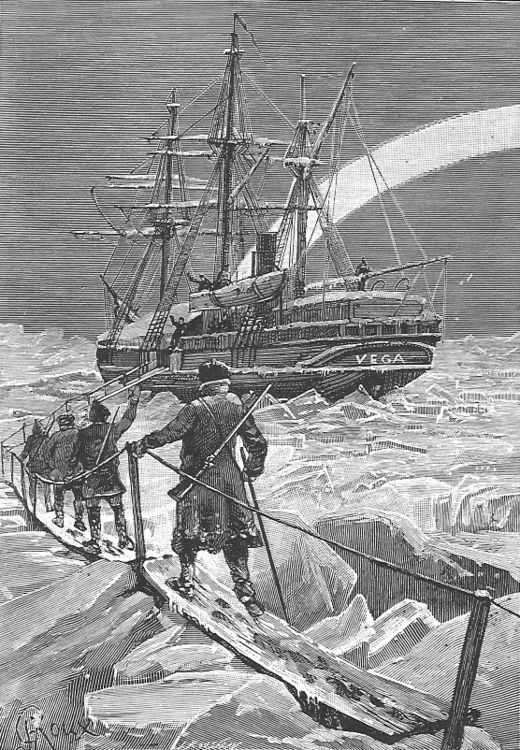
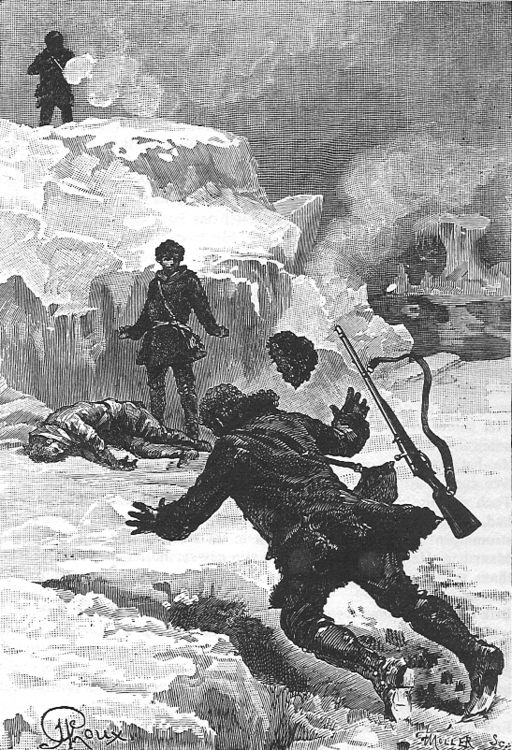
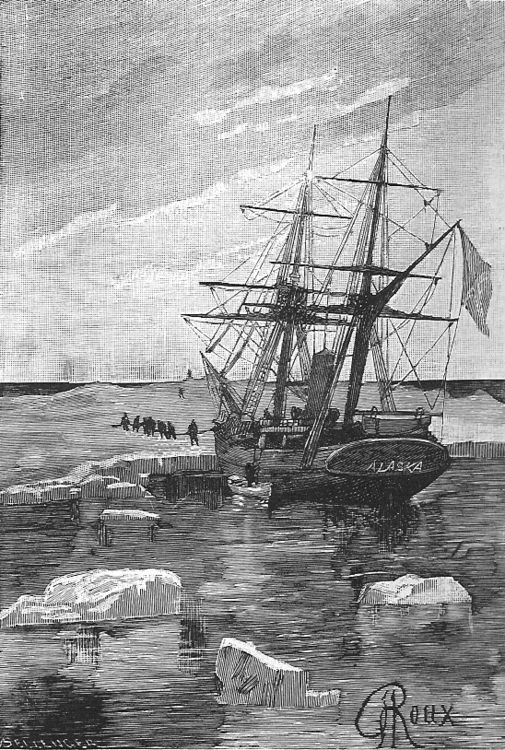

Knihu ilustroval George Roux.

## Česká vydání
- Trosečník z Cynthie, J. R. Vilímek, Praha 1920, přeložil Jan Kubišta, znovu 1931.
- Trosečník z Cynthie, SNDK, Praha 1963, přeložila Arnoštka Kubelková, znovu 1967.
- Trosečník z Cynthie, Návrat, Brno 1998, přeložil Jan Kubišta, znovu 2010, znovu 2024.
- Trosečník z Cynthie, Nakladatelství Josef Vybíral, Žalkovice 2012, přeložila Jitka Musilová.